# Aimé Lousmeau-Dupont
Aimé Lousmeau-Dupont, né le 19 novembre 1741 à Lyon et mort le 30 novembre 1816 à Saint-Didier-sur-Chalaronne dans le département de l'Ain est un ecclésiastique français, député du clergé aux États généraux de 1789. 
Il siège jusqu'à la fin de la session de l'Assemblée nationale constituante le 30 septembre 1791.

## Biographie

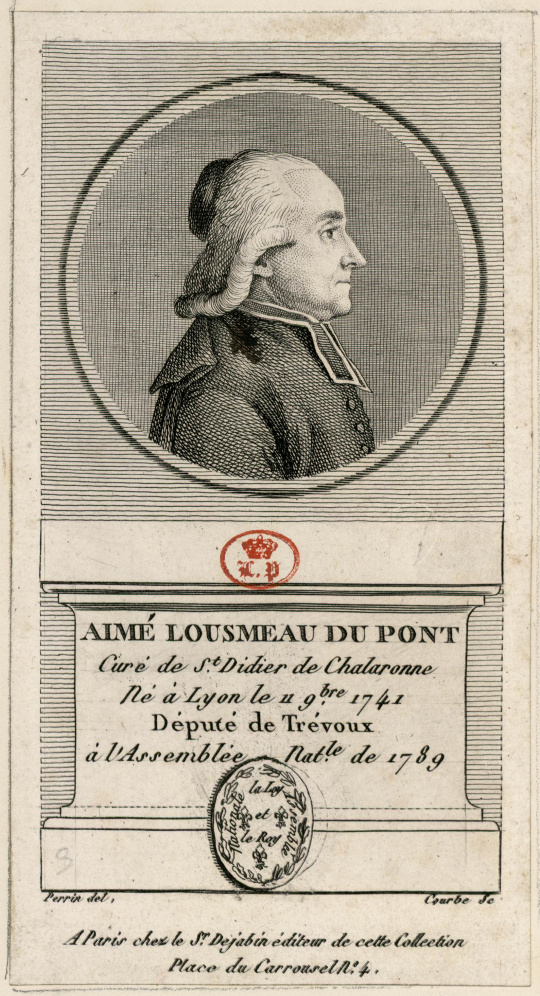
Aimé Lousmeau-Dupont. Collection des portraits des deputés a l'Assemblée nationale de 1789.

Aimé, Marguerite Lousmeau-Dupont est né le 19 novembre 1741 à Lyon.
Il est curé de Saint-Didier-de-Vallins,,.
Le 28 mars 1789, il est élu député du clergé aux États généraux par la sénéchaussée de Trévoux,,,. À l'Assemblée nationale constituante, il peut être classé à droite, parmi les aristocrates. Il siège jusqu'à la fin de la session le 30 septembre 1791.
Il meurt le 30 novembre 1816 à Saint-Didier-sur-Chalaronne dans le département de l'Ain.